# Мхитар Скевраци
Мхитар Скевраци (арм. Մխիթար Սկևռացի), также Мхитар Ташраци (арм. Մխիթար Տաշրացի) — армянский писатель, богослов, крупный церковный деятель XIII века.

Обложка третьего издания труда Мхитара Скевраци, Иерусалим, 1865

## Биография
Биографических сведений о Мхитаре очень мало. Родом из области Ташир. Был вардапетом, преподавал в монастыре Скевра в Киликии. Согласно сообщению Киракоса Гандзакеци, в 1254—1255 годах был в составе делегации армянского царя Хетума к ханам Батый и Менгу Золотой орды. После возвращения продолжает педагогическую деятельность в монастыре Скевра. В 1256—1257 годах у него учился Геворг Скевраци. В 1263 году от имени католикоса Костандина Бардзрбердци навещает легата Папы Урбана IV епископа Гулиельмоса в Акке. Во время беседы Гулиельмос настаивает на превосходстве католической церкви над всеми остальными, обосновывая это тем, что Римский престол берёт своё начало от апостола Пётра, который был главнейшим из апостолов. В результате между ними возникает спор. Позже, по просьбе царя Хетума, Мхитар написал сочинение «О равенстве двенадцати апостолов» (арм. «Յաղագս համապատւութեան երկոտասանից առաքելոց»), в основу которого легла его дискуссия с Гулиельмосом. В труде Мхитар отвергает тезис католической церкви о превосходстве апостола Пётра над другими апостолами, настаивает, что Папа Римский не может являться истинной Главой Церкви, ибо таковым может быть только Иисус Христос, и заявляет о равных правах Армянской церкви с Иерусалимским, Римским, Константинопольским, Антиохским  и Александрийским престолами.

Сохранились около 20-и копий сочинения Мхитара, которые хранятся в Матенадаране, Парижской национальной библиотеке, Иерусалиме и Бодлианской библиотеке. Древнейшая из сохранившихся рукописей была переписана в 1274 году — вскоре после смерти автора — для царицы Керан . Труд был трижды издан в Иерусалиме (1857, 1860, 1865), в разных редакциях. Есть французский перевод 1869 года .